# Révolution quantique
La Révolution quantique est une révolution scientifique apportée par la découverte de la physique quantique. Elle trouve son origine dans les travaux de Max Planck sur le rayonnement du corps noir en 1900.
Cette révolution implique l'abandon de l'idéal laplacien du déterminisme, et a eu de profondes répercussions épistémologiques.  
La physique quantique permet de comprendre le comportement de la matière et de la lumière à très petite échelle, et a déjà révolutionné le XXe siècle, en rendant entre autres possibles les technologies telles que les ordinateurs ou les smartphones, fondées sur le transistor, celles fondées sur le laser, ou le Global Positioning System (GPS) fondé sur les horloges atomiques.
La « deuxième révolution quantique », qui cherche à exploiter la superposition et l'intrication des états quantiques, pourrait bouleverser notre monde dans les domaines de la communication, de l'informatique quantique, des capteurs ou des nouveaux matériaux.

## Applications de la deuxième révolution quantique
Julien Bobroff inclut dans ces nouvelles applications :
- Les horloges atomiques améliorées avec des atomes à très haute fréquence de résonance. Ces horloges ont de nouvelles applications notamment dans les mesures des champs de gravité (par dilatation du temps), et une nouvelle définition de la seconde et du temps atomique international[bob 1].
- Les interféromètres atomiques, permettant une navigation inertielle précise pouvant remplacer le GPS, ou de sonder les structures ou mouvements souterrains[bob 2].
- Les applications de l'exploitation des centre azote-lacune des diamants, et notamment les microscopes magnéto-optiques à diamant, permettant de dresser une carte magnétique très précise, en résolution comme en sensibilité, des matériaux. Cette carte peut mener à des progrès en physique du solide. Ces centres permettent aussi de détecter des variations de température, et injectées en nanoparticules dans des cellules cancéreuses, permettent de contrôler finement le réchauffement pour les détruire. Enfin, il est envisageable de créer des sortes de nano-IRM pour imager des structures très petites comme un polymère ou une biomolécule[bob 3].
- L'informatique quantique[bob 4].
- La simulation quantique[bob 5].
- La communication quantique et la cryptographie quantique[bob 6].